# Associação Sul-Africana de Futebol
A Associação Sul-Africana de Futebol (em inglês: South African Football Association, ou SAFA) é o órgão dirigente do futebol na África do Sul. Ela é membro da CAF, da COSAFA e da FIFA. Ela é a responsável pela organização dos campeonatos disputados no país, bem como da Seleção Nacional masculina e feminina.